# CDKN2B
CDKN2B‏ (Cyclin dependent kinase inhibitor 2B) هوَ بروتين يُشَفر بواسطة جين CDKN2B في الإنسان.